# Ентоні Джеймс
Ентоні Джеймс (англ. Antony James, 5 листопада 1989) — британський плавець.
Учасник Олімпійських Ігор 2012 року.